# Си Ця
Си Ця (кит. упр. 熙洽, пиньинь Xī Qià) (18 октября 1883, Фэнтянь, Ляонин, Империя Цин — 1950, Фушунь, Ляонин, КНР) — генерал, командовавший Армией провинции Гирин Китайской республики, который во время японской интервенции в Маньчжурию в 1931 году перешёл на сторону японцев и вложил свой вклад в образование Маньчжоу-го.

## Биография
Си Ця был по национальности маньчжуром и принадлежал к роду Айсиньгёро. Он был дальним потомком Мурхаци — брата Нурхаци (основателя династии Цин). В молодости учился в Японии в Рикугун сикан гакко. После Синьхайской революции, сбросившей в 1911 году монархию в Китае, он поддерживал тех, кто стремился к созданию отдельного маньчжурского государства. Принадлежа к Фэнтяньской клике милитаристов, он стал генерал-лейтенантом и командующим Армией провинции Гирин.
Когда после Маньчжурского инцидента 18 сентября 1931 года японские войска начали продвижение вглубь Маньчжурии и 22 сентября без боя заняли город Гирин (столицу одноимённой провинции), то 23 сентября они предложили Си Ця сформировать временное правительство провинции. После совещания с представителями местных властей и японскими советниками, Си Ця 30 сентября издал прокламацию, в которой объявлялось о независимости провинции Гирин от Китайской республики и о создании временного правительства.
После того, как японцы в начале января 1932 года оккупировали всю Южную Маньчжурию, заняв Цзиньчжоу и Шаньхайгуань, они повернули на север, чтобы провести окончательную «зачистку» Маньчжурии от китайских войск. После того, как местные китайские генералы Ма Чжаньшань и Тин Чао отказались договариваться с японцами, японский полковник Доихара Кэндзи потребовал, чтобы Си Ця перешёл со своими войсками в наступление и выбил из Харбина группировку Тин Чао — последнюю крупную китайскую военную группировку на Северо-Востоке. 25 января Си Ця подошёл к Шуанчэну (городок в 40 км к югу от Харбина), и 26 января начался бой с войсками Тин Чао. Войска Си Ця понесли серьёзные потери, и Доихара был вынужден призвать на помощь Квантунскую армию; чтобы оправдать это, он организовал т. н. «Харбинский инцидент».
Вскоре после образования Маньчжоу-го войска Си Ця потерпели ещё одно поражение. 29 марта 1932 года «Антияпонская армия спасения страны» генерала Ли Хайцзина заняла городок Нунъань всего в 40 километрах от маньчжурской столицы Синьцзин. Японские части вскоре выбили их оттуда, но подобные инциденты, а также дезертирство солдат бывшей Северо-Восточной армии, ускорило процесс замены их китайцами и маньчжурами, прошедшими обучение у японских инструкторов. Си Ця был снят со своего поста и получил кабинетную должность.
В 1934 году Си Ця стал министром финансов Маньчжоу-го, в 1936 — министром внутренних дел. По окончании Второй мировой войны он был пленён советскими войсками, в 1950 году экстрадирован в КНР. Умер в Центре заключения военных преступников в городе Фушунь.